# Africa Sudică
     Africa Sudică (după schema ONU)     
     Africa Sudică geografică                         
     Comunitatea de Dezvoltare Sud-Africană

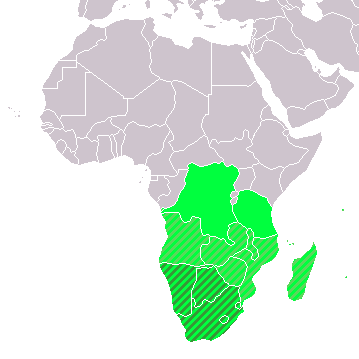
Africa Sudică (după schema ONU)
Africa Sudică geografică
Comunitatea de Dezvoltare Sud-Africană

Africa Sudică este cea mai de sud regiune a continentului african, definită atât din punct de vedere geografic cât și geopolitic.
În schema ONU pentru regiunile geografice, Africa Sudică este constituită din cinci țări:
- Botswana
- Eswatini
- Lesotho
- Namibia
- Africa de Sud

De obicei regiunea este recunoscută ca incluzând și alte teritorii:
- Angola – inclusă de asemenea și în Africa Centrală
- Mozambique și Madagascar – incluse de asemenea și în Africa Răsăriteană
- Malawi, Zambia, și Zimbabwe – aparținând formal Federației Central Africane
- Comore, Mauritius, Seychelles, Mayotte, și Réunion – mici insule și teritorii din Oceanul Indian și de pe coasta continentală.

Sudul Africii este teritoriul care cuprinde statele africane:
- Angola (cu capitala Luanda)
- Botswana (cu capitala Gaborone)
- Eswatini (cu capitala Mbabane)
- Lesotho (cu capitala Maseru)
- Malawi (cu capitala Lilongwe)
- Mozambic (cu capitala Maputo)
- Namibia (cu capitala Windhoek)
- Zambia (cu capitala Lusaka)
- Zimbabwe (cu capitala Harare)
- Africa de Sud (cu capitala Pretoria)

Teritoriul nefiind clar definit mai poate cuprinde
- Congo
- Madagascar
- Mauritius
- Réunion
- Tanzania
- Mayotte